# Postamt Oerlinghausen
Das ehemalige Postamt Oerlinghausen befindet sich in der Rathausstraße 15 in der lippischen Stadt Oerlinghausen in Nordrhein-Westfalen. Das Bauwerk ist mit der Nummer 51 als Baudenkmal in die städtische Denkmalliste eingetragen. Heute befindet sich eine Filiale der Deutsche Post AG in der Hauptstraße 33.

## Geschichte
Die erste Poststelle in Oerlinghausen wurde im Haus der Melmschen Hirsch-Apotheke in der Hauptstraße 1 eingerichtet. Der Apotheker Friedrich Ernst Melm erhielt 1840 von Thurn und Taxis den Titel eines Postexpeditors verliehen und bekam die Aufgabe übertragen, den Oerlinghauser Postbetrieb zu organisieren und abzuwickeln. Aus diesem Grund ließ er 1857 den rechten Flügel seines Hauses erweitern und stellte zusätzliches Personal ein. 25 Jahre lang diente die Apotheke als Post. Die für die Oerlinghausen umgebenden Landgemeinden bestimmten Briefe wurden nicht zugestellt, sondern blieben in der Apotheke und konnte dort am Sonntag nach dem Kirchgang abgeholt werden. Die nicht abgeholte Post wurde danach im Schaufenster ausgelegt, bis sich der Adressat meldete.
Ab 1. Januar 1852 erschienen die ersten Briefmarken und wurden mit einem viereckigen Stempel und der Zahl 326 entwertet. Thurn und Taxis setzte damals schon eine unsystematische numerische Ortscodierung ein. Der Oerlinghauser Carl Bobe stellte erstmals 1917 einen systematischen Aufbau der Postleitzahlen vor. Das System kam allerdings in dieser Form nicht zum Einsatz – in Deutschland wurden Postleitzahlen erst 1941 eingeführt. Bobes theoretische Ausführungen spiegeln sich im Aufbau heutiger Postleitzahlsysteme zahlreicher Länder wider, so dass Carl Bobe als Erfinder der Postleitzahl gilt. Nach Melms Tod am 17. August 1865 wurde F.W. Martheus als hauptamtlicher Postexpeditor eingestellt, der die Post in die Detmolder Straße 6 verlegte. Am 1. April 1869 zog Martheus mit der Post in ein eigenes Wohnhaus in der Detmolder Straße 15.
Im Jahr 1905 wurde von der Reichspost ein Dienstgebäude in der Rathausstraße 15 errichtet und das rote Backsteingebäude war nun für die nächsten 90 Jahre der Sitz des Oerlinghauser Postamts. Am Ende des Zweiten Weltkriegs diente das Gebäude einige Zeit als Heim für vierzehn Flüchtlinge. Nach der Privatisierung der Bundespost in die Deutsche Post AG im Jahr 1995 wurde das Postamt verkauft.